# Caroline Buchanan
Caroline Buchanan (nascida em 24 de outubro de 1990) é uma ciclista de BMX australiana, também especialista em provas de mountain bike. Nos Jogos Olímpicos de 2012 em Londres, ela finalizou em quinto lugar competindo na mesma modalidade. É campeã mundial de BMX em 2012.